# Дуденхофен (Пфальц)
Дуденхофен (нем. Dudenhofen) — община в Германии, в земле Рейнланд-Пфальц.
Входит в состав района Рейн-Пфальц. Подчиняется управлению Дуденхофен. Население составляет 5706 человек (на 31 декабря 2010 года). Занимает площадь 12,96 км².